# Raión de Uman
Raión de Uman (en ucraniano: Уманський район) es unidad territorial administrativa ucraniana en el  óblast de Cherkasy. El área es de 4528,3 km². El centro administrativo es la ciudad de Uman.
El 17 de julio de 2020 se consolidó como resultado de la reforma administrativa y territorial.

## Demografía
Según estimaciones, para el año 2010 contaba con una población total de 44 737 habitantes.

## Otros datos
El código KOATUU fue 7124300000. El código postal 20320 y el prefijo telefónico +380 4744.